# Joan Ferraté i Soler
Joan Ferraté i Soler (Reus, Baix Camp, 25 de novembre de 1924 - Barcelona, 12 de gener de 2003) fou un professor universitari, lingüista, crític i traductor català, germà del poeta Gabriel Ferrater i fill de Ricard Ferraté Gili.

## Biografia
Va estudiar a Reus però després es va traslladar amb la seva família a Bordeus; més tard va acabar els estudis a Mataró. Començà la carrera de Dret i l'abandonà. Llicenciat en Filologia Clàssica per la Universitat de Barcelona (1953), fou professor de llengües clàssiques a la Universidad de Oriente (Santiago de Cuba) entre 1954 i 1960; Després de fer d'assessor tècnic al Ministerio de Educación del govern cubà (1961), el 1962 es traslladà a Edmonton (Canadà) per ensenyar literatura espanyola i literatura comparada a la Universitat d'Alberta, on treballà fins a la seva jubilació (1985). Entre els anys 1970 i 1973 s'encarregà de la direcció literària de Seix Barral (1970-1973).
Tota l'obra de Ferraté neix de la seva passió de lector de literatura i, en especial, de poesia. L'afany de llegir amb tota precisió i d'interpretar amb la màxima racionalitat, el portà a fixar les seves lectures de textos concrets (pràcticament d'arreu del món i de totes les èpoques) en assaigs analítics, comentaris, traduccions i edicions de rigor filològic, i alhora a reflexionar teòricament sobre l'«operació de llegir»; també els seus versos originals, que sovint tenen un component imitatiu explícit, deriven en darrer terme de la febre imaginativa que és el resultat de la lectura.

## Obra i bibliografia
Publicà diversos estudis crítics, Carles Riba, avui, 1955; Dinámica de la poesía: Ensayos de explicación, 1952-1966, 1968; Lectura de «La terra gastada» de T.S. Eliot, 1977 (Premi Crítica Serra d'Or d'assaig, 1978); Llegir Ausiàs March, 1992; Papers sobre Josep Carner, 1994; traduccions de Kavafis (Les poesies de C. P. Cavafis, 1978), de T. S. Eliot (La terra eixorca, 1952 a la revista Laye), de poesia grega arcaica (Líricos griegos arcaicos, 1968), de Du Fu (Cinquanta poesies de Du Fu, 1992); i reculls d'articles (Provocacions, 1989; Apunts en net, 1991; Opinions a la carta, 1993). Escriví també poesia, Les Taules de Marduk (1970) i Llibre de Daniel (1976), recollida a Catàleg general 1952-1981 (1987). Seleccionà i prologà diverses recopilacions de poetes catalans (Carner, March, i del seu germà Gabriel Ferrater).

### Edicions, traduccions, crítica literària o assaig
- Carles Riba, avui. Barcelona: Alpha, 1955
- Teoría del poema : ensayos. Barcelona : Seix Barral, 1957
- La operación de leer. Barcelona: Seix Barral, 1962
- Líricos griegos arcaicos : Calino, Tireteo... Barcelona : Seix Barral, 1966
- Dinámica de la poesía : ensayos de explicación, 1952-1966. Barcelona : Seix Barral, 1968.
- Kavafis, Konstantinos. Veinticinco poemas de Cavafis. Barcelona : Lumen, 1971
- Kavafis, Konstantinos. Vuitanta-vuit poemes de Cavafis. Barcelona : Edicions 62, 1975
- Tretze de l'arxiu de Cavafis i altres coses. Barcelona: Edicions 62, 1976
- Lectura de "La terra gastada" de T.S. Eliot. Barcelona: Edicions 62, 1977
- Carner, Josep. Auques i ventalls. Barcelona : Edicions, 62, 1977
- Carner, Josep. La Primavera al poblet. Barcelona: Edicions 62, 1977
- Kavafis, Konstantinos. Poesies de Cavafis. Barcelona : La Gaya Ciencia, 1978
- Sobre literatura: assaig, articles i textos (1951-1971). Barcelona: Edicions 62, 1979
- Marc, Ausiàs. Les poesies d'Ausiàs Marc. Barcelona: Quaderns Crema, 1979
- Carner, Josep. Poesies escollides. Barcelona : Edicions 62, 1979
- Ferrater, Gabriel. Sobre el llenguatge. Barcelona, Quaderns Crema, 1981
- Ferrater. Gabriel. Papers, cartes, paraules. Barcelona, Quaderns Crema, 1986
- Anacreonte: poemas y fragmentos. Barcelona: Edicions 62, 1987
- Ferrater, Gabriel. Vers i prosa. Barcelona, Quaderns Crema, 1988
- Kavafis, Konstantinos. Les poesies de C.P. Cavafis. Barcelona : Quaderns Crema, 1987
- Provocacions. Barcelona: Empúries, 1989
- Apunts en net. Barcelona: Quaderns Crema, 1991
- Cinquanta poesies de Du Fu. Barcelona : Quaderns Crema, 1992
- Llegir Ausiàs March. Barcelona : Quaderns Crema, 1992
- Opinions a la carta. Barcelona: Empúries, 1993
- Papers sobre Carles Riba. Barcelona: Quaderns Crema, 1993
- Jaime Gil de Biedma : cartas y artículos. Barcelona : Quaderns Crema, 1994
- Papers sobre Josep Carner. Barcelona : Empúries, 1994
- Ferrater, Gabriel. Cartes a l'Helena i residu de materials disperses. Barcelona : Empúries, 1995

### Poesia
- Les taules de Marduk. Barcelona: Proa, 1970
- Llibre de Daniel. Barcelona: La Gaia Ciència, 1976
- Catàleg general: 1952-1981. Barcelona: Quaderns Crema, 1987

## Fons Joan Ferraté de la Universitat de Girona
El maig de 2017, la filla de Joan Ferraté, Amalia Ferraté Zeta, va manifestar la seva voluntat de cedir a la Universitat de Girona (UdG) l'extraordinària biblioteca personal reunida pel seu pare, que va ingressar seguidament a la UdG. La col·lecció està formada per uns 12.000 volums que cobreixen àmpliament la literatura universal, amb una especial atenció als autors clàssics -grecs i llatins-, catalans, castellans, anglosaxons i també francesos, italians i xinesos. Hi destaquen les obres dels escriptors que va estudiar (March, Riba, etc.) i traduir (Cavafis, Eliot, Du fu, etc.) i un important recull de poesia anglesa contemporània. Lògicament, hi trobem també representada en profunditat la filosofia del llenguatge, la lingüística i la teoria i la crítica literària. Bona part d'aquest fons està a disposició d'estudiants i estudiosos a la Biblioteca del campus Barri Vell de la UdG i una mostra, amb una selecció dels autors que més apreciava, nodreix la "Sala Joan Ferraté", que vol ser un espai de treball per als investigadors i alhora d'homenatge al professor, teòric, crític i poeta però, sobretot, lector.